# Horseshoe Bend (Arkansas)
Horseshoe Bend è una città degli Stati Uniti d'America situata nello Stato dell'Arkansas, nella Contea di Izard e in parte nelle Contee di Fulton e Sharp.